# هری لمان
 هری لمان (آلمانی: German Physical Society؛ زاده ۲۱ مارس ۱۹۲۴ – درگذشته ۲۲ نوامبر ۱۹۹۸) یک فیزیک‌دان اهل آلمان بود.